# 小奧蘭古島
小奧蘭古島（Orangozinho）是西非國家畿內亞比紹的島嶼，由博拉馬區負責管轄，屬於比熱戈斯群島一部分，該島長19公里、寬11.8公里，面積107平方公里。